# Kejser Wilhelms Ankomst til København
Kejser Wilhelms Ankomst til København je dánský němý film z roku 1905. Režisérem je Peter Elfelt (1866–1931). Film trvá zhruba 2 minuty.

## Děj
Film zachycuje příjezd německého císaře Viléma II. do Kodaně 31. července 1905. Ve filmu je vidět Kristián IX., Frederik VIII. a Kristián X.